# José Afonso Ribeiro
José Afonso Ribeiro TOR (* 28. Oktober 1929 in Poconé, Mato Grosso, Brasilien; † 10. November 2009 in Canoas, Rio Grande do Sul, Brasilien) war ein römisch-katholischer Geistlicher und Prälat von Borba. 

## Leben
José Afonso Ribeiro trat der Ordensgemeinschaft der regulierten Tertiaren des hl. Franziskus bei und empfing am 7. Dezember 1958 die Priesterweihe.
Papst Johannes Paul II. ernannte ihn am 29. Januar 1979 zum Titularbischof von Bagis und zum Weihbischof im Bistum São Luíz de Cáceres. Er empfing am 5. Mai desselben Jahres die Bischofsweihe durch Erzbischof Carmine Rocco, den Apostolischen Nuntius in Brasilien; Mitkonsekratoren waren der Bischof von Rio do Sul, Tito Buss, und der Bischof von São Luíz de Cáceres, Máximo André Biennès.
Am 6. Juli 1988 wurde er zum Prälaten der Territorialprälatur Borba im brasilianischen Bundesstaat Amazonas ernannt. Am 3. Mai 2006 nahm Papst Benedikt XVI. seinen altersbedingten Rücktritt an.